# 팔리아노
팔리아노(이탈리아어: Paliano)는 이탈리아 라치오주 프로시노네도에 위치한 코무네다.

## 역사
팔리아노는 막강한 콜론나 가문 일족들이 있던 곳이었다. 그들의 요새가 이 도시를 지배하였다. 1556년에 교황의 군대 이 도시를 점령하였고 교황 바오로 4세의 조카인 조반니 카라파가 몇년간을 통치하였다. 그의 아내 비올란테 디 카르도나(Violante di Cardona)는 같은 명칭의 스탕달의 중필소설에서 팔라디노의 공작부인으로 찬송받았다.
1559년에 바오로 4세가 죽고 마르칸토니오 콜론나가 다시 이 도시를 되찾았다. 1571년에 그는 레판토 해전에 참여하였다. 17세기 산트 안드레아(Sant’ Andrea) 성당에는 콜론나 일족들의 무덤이 있는데, 그중에는 베르나르디노 루도비시가 1745년에 완성한 필리포 2세 콜론나의 무덤도 포함되어 있다. 19세기에 콜론나 가문의 요새는 교황청에 팔려 감옥으로 사용되었다.